# RealClimate
RealClimate er en blog (weblog) om klimatologi og global opvarmning, skrevet af en gruppe forskere for alle interesserede i emnet. Målet er at give en hurtig kommentar til klimanyheder, og give den dybere baggrund og indsigt som nogle gange kan mangle i det, forfatterne kalder "mainstream communication".

## Skribenter
Bloggen har 11 skribenter:
- Gavin A. Smith
- Michael E. Mann
- Caspar Ammann
- Rasmus E. Benestad
- Raymond S. Bradley
- William M. Connolley
- Stefan Rahmstorf
- Eric Steig
- Thibault de Garidel
- David Archer
- Raymond T. Pierrehumbert

## Fortid
- William Connolley